# Убица (филм из 1984)
Убица је југословенска телевизијска драма из 1984. године. Режирао ју је Славољуб Стефановић Раваси, а сценарио је написао Филип Давид по роману Вељка Петровића